# Deinbollia cuneifolia
Deinbollia cuneifolia är en kinesträdsväxtart som beskrevs av John Gilbert Baker. Deinbollia cuneifolia ingår i släktet Deinbollia och familjen kinesträdsväxter. Inga underarter finns listade i Catalogue of Life.